# Boxeuropameisterschaften 2004
Die 35. Herren-Boxeuropameisterschaften der Amateure wurden vom 19. bis zum 29. Februar 2004 im kroatischen Pula ausgetragen.
In elf Gewichtsklassen kämpften 292 Boxer aus 41 Ländern um die Titel. Das Turnier in Pula diente zudem der Qualifikation zu den Olympischen Sommerspielen im August in Athen. Der 27-jährige Russe Gaidarbek Gaidarbekow wurde mit dem „Best Fighter Award“ ausgezeichnet. Insgesamt gewannen russische Boxer neun Titel, je ein Titel ging an Bulgarien und Deutschland.

## Ergebnisse
| Klasse                           | Gold                           | Silber                      | Bronze                                                       |
| Halbfliegengewicht (– bis 48 kg) | Sergei Kasakow Russland        | Alfonso Pinto Italien       | Pál Bedák Ungarn Salim Salimow Bulgarien                     |
| Fliegengewicht (– bis 51 kg)     | Georgi Balakschin Russland     | Nikoloz Izoria Georgien     | Rustam Rahimov Deutschland Andrzej Rżany Polen               |
| Bantamgewicht (– bis 54 kg)      | Gennadi Kowaljow Russland      | Ali Hallab Frankreich       | Detelin Dalakliew Bulgarien Andrzej Liczik Poland            |
| Federgewicht (– bis 57 kg)       | Vitali Tajbert Deutschland     | Khedafi Djelkhir Frankreich | Mikhail Bernadski Weißrussland Konstantin Kupatadse Georgien |
| Leichtgewicht (– bis 60 kg)      | Dimitar Schtiljanow Bulgaria   | Selçuk Aydın Türkei         | Gyula Káté Ungarn Domenico Valentino Italien                 |
| Halbweltergewicht (– bis 64 kg)  | Alexander Maletin Russland     | Ihor Paschtschuk Ukraine    | Mustafa Karagöllü Türkei Willy Blain Frankreich              |
| Weltergewicht (– bis 69 kg)      | Oleg Saitow Russland           | Xavier Noël Frankreich      | Ruslan Chairow Aserbaidschan Rolandas Jasevičius Litauen     |
| Mittelgewicht (– bis 75 kg)      | Gaidarbek Gaidarbekow Russland | Lukas Wilaschek Deutschland | Cavid Tağıyev Aserbaidschan<nr /> Andy Lee Irland            |
| Halbschwergewicht (– bis 81 kg)  | Jewgeni Makarenko Russland     | Marijo Šivolija Kroatien    | Aleksy Kuziemski Polen Andrij Fedtschuk Ukraine              |
| Schwergewicht (– bis 91 kg)      | Alexander Alexejew Russland    | Wiktar Sujeu Weißrussland   | Vedran Đipalo Kroatien Ertuğrul Ergezen Türkei               |
| Superschwergewicht (über 91 kg)  | Alexander Powetkin Russland    | Roberto Cammarelle Italien  | Jaroslavas Jakšto Litauen Sergei Rochnow Bulgarien           |